# Гіссен-Аудекерк
Гіссен-Аудекерк (нід. Giessen-Oudekerk) — місто в нідерландській провінції Південна Голландія. Входить до муніципалітету Моленланден. Його населення станом на 2005 рік складало 890 осіб.